# Erhaltungsaufwand
Erhaltungsaufwand ist im Steuerrecht der Aufwand für die laufende und vorbeugende Instandhaltung und Instandsetzung privater und betrieblicher Wirtschaftsgüter. 

## Allgemeines
Erhaltungsaufwand liegt dann vor, wenn ein Vermögensgegenstand oder Teile hiervon ersetzt oder modernisiert werden, ohne dabei seine Funktion zu ändern. Dem steht nicht entgegen, dass sich der Sach- oder Ertragswert des Gegenstands erhöht oder der Erhaltungsaufwand die ursprünglichen Anschaffungs- oder Herstellungskosten übersteigt. Die Folgekosten des Erhaltungsaufwands sind erforderlich, um ein Wirtschaftsgut in betriebsbereiten Zustand zu versetzen oder darin zu erhalten.

## Rechtsfragen
Der Erhaltungsaufwand kommt als Rechtsbegriff in § 82b EStDV vor. Hierin darf er als „größerer Erhaltungsaufwand“ bei Wohngebäuden zwischen zwei und fünf Jahre gleichmäßig verteilt werden. Er ist auch bei bestimmten Baumaßnahmen nach § 82g EStDV anstelle einer Absetzung für Abnutzung möglich. Bei betrieblichen Wirtschaftsgütern können Erhaltungsaufwendungen als Betriebsausgaben abgezogen werden, bei privaten Wirtschaftsgütern gelten sie als Werbungskosten einer Einkunftsart. 
Aufwendungen für die Erneuerung von bereits vorhandenen Teilen, Einrichtungen oder Anlagen sind regelmäßig Erhaltungsaufwand (EStR R 21.1). Zum Erhaltungsaufwand gehören den Einkommensteuer-Richtlinien zufolge beispielsweise Aufwendungen für den Einbau messtechnischer Anlagen zur verbrauchsabhängigen Abrechnung von Heiz- und Wasserkosten oder für den Einbau einer privaten Breitbandanlage und einmalige Gebühren für den Anschluss privater Breitbandanlagen an das öffentliche Breitbandnetz bei bestehenden Gebäuden.
Nach § 6 Abs. 1 Nr. 1a und § 9 Abs. 5 EStG können bei Baumaßnahmen, die nach dem 31. Dezember 2003 begonnen wurden, auch Aufwendungen für Instandsetzungs- und Modernisierungsmaßnahmen geltend gemacht werden, die innerhalb von zwei bis fünf Jahren nach Anschaffung eines Gebäudes durchgeführt werden, wenn diese 15 % der Anschaffungskosten des Gebäudes übersteigen.

## Wirtschaftliche Aspekte
Erhaltungsaufwand dient dazu, die Nutzungsmöglichkeit und die Substanz eines Vermögensgegenstandes zu erhalten (Instandhaltungsaufwand) oder diesen wiederherzustellen (Instandsetzungsaufwand). Die drei Voraussetzungen des Erhaltungsaufwands, nämlich keine Veränderung der Wesensart, keine Vergrößerung der Substanz und Erhaltung eines ordnungsgemäßen Zustands, müssen nicht gleichzeitig erfüllt werden. Er ist betriebswirtschaftlich als Kosten einzustufen, weil er Produktionszwecken dient und zu Auszahlungen führt. Kosten, die zu einer Erweiterung, wesentlichen Verbesserung oder Wesensveränderung eines Vermögensgegenstandes führen, sind nach § 255 Abs. 2 HGB nachträgliche Herstellungskosten und vom Erhaltungsaufwand abzugrenzen.

## International
Erhaltungsaufwendungen im betrieblichen Bereich können in Österreich sofort als Betriebsausgabe abgesetzt werden. Ausnahmen gibt es jedoch bei Vermietungen zu Wohnzwecken (Verteilung der Aufwendungen auf 10 Jahre bei Instandsetzungsaufwendungen). War ein betrieblich genutztes Gebäude bereits vor dem Erwerb in einem betriebsbereiten Zustand und kommt es nach dem Kauf zu keiner Änderung der Nutzung, können Erhaltungsaufwendungen sofort abgezogen werden. Der VwGH betonte zudem, dass es nicht darauf ankommt, ob die Erneuerungen notwendig oder dringend sind.